# Вилијам Саројан
Вилијам Саројан (енгл. William Saroyan, јерм. Վիլյամ Սարոյան; Фрезно, 31. август 1908 — Фрезно, 18. мај 1981) био је амерички писац јерменског порекла. Поред писања романа и прича, бавио се и кинематографијом.

## Детињство
Вилијам Саројан рођен је као син америчког имигранта у граду Фресно, 31. августа 1908. године. Град Фресно је мање место у Калифорнији које је познато по томе што у њему живи много досељеника из Јерменије. Његов отац, Арменак Саројан, 1905. године преселио се у Њу Џерзи где је почео да производи вина јер је имао властите винограде. Вилијамов отац се школовао за презбитеријанског свештеника, али се у новој држави морао бавити пољопривредом како би породица преживела. Он је умро 1911. године у Кемпбелу (Калифорнија). Након што је Вилијамов отац умро, финансијска ситуација породице Саројан је постала веома лоша. Такохи Саројан је била приморана да своју децу- Вилијама, Хенрија, Забел и Косет пошаље Фред Финч сиротиште у Оукленду, о чему је Вилијам много пута писао у својим делима. За Такохи је било веома тешко да пронађе себи посао, јер су Јермени имали лошу репутацију у Сједињеним Америчким Државама. Посао је успела да нађе тек после неколико година и почела је да ради као кућна помоћница. Финансијски је ојачала, па се Вилијем са браћом и сестрама, после пет година проведених у сиротишту, могао вратити мајци. Она је успела да поново купи кућицу у Фресну, тако да се читава породица вратила у тај град. Такохи је тамо пронашла нови посао, али су и деца морала радити како би породица преживела. Такохи је паковала воће у месној фабрици, а Вилијам и Хенри су радили као колпортер (касније телеграфисти).

## Улога политичких фактора у стваралаштву Вилијема Саројана
Вилијам Саројан преживљава емотивно тежак период, када 1915. године турска влада издаје налог на основу кога је убијено 1,5 милиона Јермена, што је тада чинило око 80% популације. Јермени су били масакрирани и слани у концентрационе логоре. 1920. године, СССР је анексирала Јерменију. Туга коју је осећао због проблема своје, како је сам говорио друге земље, исказао је у многим делима, као што су Покољ невиних, Јерменска трилогија, Јермени, Зовем се Арам и друге.

## Школовање
Године 1921, Вилијам Саројан је уписан у Техничку школу како би се учио дактилографији. 1925. године, након неколико опомена, избачен је из школе због непримерног понашања. Није успео да добије диплому за завршену дактилографију.
Вилијам је добио од своје мајке неке од текстова које је писао његов отац. Након што их је прочитао, Вилијам је одлучио да ће постати писац. Тада је кренуо да се даље самостално образује тако што ће што више читати дела познатих писаца.

## Посао и селидбе
Пошто је школу напустио без дипломе, Вилијам је био приморан да се у почетку бави физичким пословима попут брања грожђа у виноградима. Након тога, запослио се у адвокатском предузећу свог стрица Арама Саројана. 1926. године, Вилијам напушта Фресно и одлази у Лос Анђелес где је радио у Калифорнијској Националној Стражи. Након тога, враћа се на кратко у свој родни град да посети породицу, а потом одлази у Сан Франциско. Имао је великих материјалних проблема и морао је под хитно да пронађе себи посао. Успео је да се запосли у Телеграфској компанији Сан Франциска где је радио као службеник. После тога, бавио се разним професијама како би зарадио. Био је телеграфиста, поштар, дактилограф, и, на крају, запослио се као руководилац у Postal Telegraph компанији, за коју је још у Фресну радио са својим братом. Наредне, 1927. године, Хенри доводи Такохи, Забел и Косет да живе у Сан Франциску. У августу 1928. године, Вилијам се преселио у Њујорк од новца који је добијао од свог ујака Михрана. Његова селидба у Њујорк неуспешно се завршила. Вратио се у Сан Франциско својој породици. Радио је послове за које је био веома слабо плаћен, а који су изискивали пуно труда. Све своје слободно време проводио је за писаћом машином и у библиотеци.

## Прва дела
Један скеч који је Саројан написао, објављен је у недељном часопису The Overland Monthly, а прва збирка прича одштампана је 1930. године и звала се Сломљени точак (енгл. The Broken Wheel). Ово дело је потписао под псеудонимом Сирак Горјан (енг. Sirak Goryan). Збирка је била је објављена у издавачкој кући Јерменски журнал. 1932. године јерменски журнал Hairenik (Отаџбина) објавио је у неколико наврата Саројанове поеме. Исти журнал ће наредне године почети да објављује и његове приче, међу којима су прве биле Песница, Борба, Јерменија и Сломљени точак. Ово није било први пут да Hairenik објављује дела неког од Саројанових. Исти журнал је пре више година објавио скеч Нонех, који је написала Вилијамова бака. Скеч који је Вилијам Саројан написао, био је веома добро прихваћен од стране публике, па је она продужена и претворена у новелу која се звала Трапез кроз универзум. То је заправо била основа за његову прву збирку прича Неустрашиви младић на летећем трапезу, као и за 70.000 Асираца. Тада су и други листови почели да објављују Саројанове радове. Саројан је постао члан највећих литерарних друштава Лос Анђелеса и Сан Франциска.

## Врхунац литерарне каријере
Вилијам постаје популаран написавши дело Неустрашиви младић на летећем трапезу 1934. године. Протагониста овог романа је млади, сиромашни писац који покушава да преживи у окрутном времену. Читаоци нису ни могли да претпоставе да је Вилијем у овом делу, у ствари, представио себе. Главни лик овог дела имао је многе сличности са делом скандинавског Нобеловца Кнута Хамсона које се зове Глад (енг. Hunger, 1890), али у Саројановом делу није било нихилизма приказаног у Хамсоновом делу. Пошто је роман постао веома популаран, Вилијам је на њему поприлично зарадио, па је одлучио да од тог новца финансира своје путовање у Европу и Јерменију, где је купио прву руску цигарету, која ће касније постати његов заштитни знак. Чак је и у свом делу Не умрети (енг. Not Dying, 1963) написао и чувену реченицу
Можеш добити канцер од ствари које те терају да много пушиш, али не од самог пушења.— Вилијам Саројан
Многе од Вилијамових прича биле су базиране на догађајима из његовог детињства, као што је била крађа воћа која је била неопходна за преживљавање или тежак живот досељеника у Америку. Збирка прича Зовем се Арам (енг. My name is Aram) постала је интернационални бестселер. Она говори о дечаку Араму Гарогхлану и многим другим живописним ликовима из Арамове имигрантске породице. Наредних година, Вилијам ће се готово у потпуности посветити кинематографији на уштрб писања. Када се вратио књижевним делима, почео је да пише есеје и мемоаре у којима је писао о мање познатим људима које је сретао током својих путовања у Совјетски Савез и Европу, али и о познатијим људима као што су Џо Бернард Шо, фински композитор Јан Сибелиус и Чарли Чаплин. Окушао се и као песник, али је од његове поезије сачувано само једно дело- Дођи у мој дом (енг. Come On-a My House) која се базира на јерменским народним песмама.

## Кинематографија
Након збирке прича Зовем се Арам, Вилијам се посветио драми. Његова прва драма била је Моје срце у планинама (енг. My heart in the highlands, 1939), била је комедија о младићу и његовој јерменској породици. Она је први пут изведена у Guild Theatre-у у Њујорку. Након што је исте године написао своју најпознатију драму Време твог живота (енг. The time of your life), освојио је Пулицерову награду, коју је одбио да прими. Том приликом је изјавио да се нада да је престало доба у коме материјалне вредности гуше праву уметност. Након тога је бацио новчану награду коју је освојио. 1948. године, његова драма била је приказана на малим екранима захваљујући Џејмсу Џегнију. Људска комедија  (енг. The human comedy, 1943) први пут је изведена у Итаци. У овој драми, главни лик је млади Хомер, телеграфиста, који је очајан због дешавања током Другог светског рата. Публика је са одушевљењем прихватила ову драму која је Вилијаму донела прву већу зараду од 1,500$ недељно за посао продуцента. Такође, добио је и 60,000$ за сценарио. Вилијам је почео озбиљније да се бави филмском продукцијом, тако да су у његовим филмовима почели да глуме велики глумци као што су Мики Руни и Френк Морган. Иако се озбиљно бавио кинематографијом, веома кратко је радио у Холивуду, и то само за време снимања филма Златни дечко 1939. године. За филмску верзију дела Људска комедија освојио је Оскар за најоригиналнији сценарио. Филм је такође био номинован за најбољу слику, најбољег режисера, најбољу костимографију и најбољег глумца. Саројан се у врхунцу филмске каријере вратио књижевности. 1942. послат је у Лондон како би радио на представи за коју је сам написао сценарио, Авантурама Веслија Џексона (енг. The adventures of Wesley Jackson).
Филмови за које је Вилијам Саројан писао сценарија су:
| Филм                       | Година снимања | Оригинални назив      | Режисер         | Главна улога       |
| Људска комедија            | 1943.          | The Human Comedy      | Clarence Brown  | Мики Руни          |
| Време твог живота          | 1948.          | The Time of your Life | H. C. Potter    | Џејмс Кегни        |
| Омнибус                    | 1952-1959      | Omnibus               | Peter Brook     | Леондард Барнштајн |
| Париска комедија           | 1961           | the Paris Comedy      | Boleslaw Barlog | Карл Радац         |
| Време твог живота (римејк) | 1976           | The Time of your Life | Kirk Browning   | Вилијем Саројан    |

## Приватни живот
Током Другог светског рата, Вилијам се прикључио америчкој војсци. Био је стациониран у Асторији, али је много времена проводио и у хотелу Ломбардија у Менхетну. 1943. године, оженио се седамнаестогодишњом Керол Маркус (1924—2003) са којом је имао двоје деце: Арама и Луси. Када је Вилијам открио да је Керол илегално досељена Јеврејка, развео се од ње. Након одређеног времена, они су се опет венчали, али се и други покушај заједничког живота завршио разводом. Луси је постала глумица, а Арам песник, који је објавио књигу о свом оцу. Керол се касније удала за глумца Валтера Метјуа.

## Последњи радови и смрт
Вилијамова финансијска ситуација постала је врло лоша након Другог светског рата, када више нико није желео да његове сценарије претвори у позоришне комаде или филмове, јер су говорили да је у тим делима превише сентименталности. Вилијам је у својим послератним делима славио слободу, братску љубав и једнакост међу људима, али је тај идеализам одбијао продуценте. Након неколико писама разочараних читалаца, Вилијам је покушао да мења начин писања у делима која су следила. 1952. године објавио је прву од неколико књига његових мемоара, а књига се звала Бициклиста из Беверли Хилса (енг. The bicycle rider in Beverly Hills). У наредним делима као што су Асиријске и друге приче (енг. The Assyrian, and other stories, 1950), Вилијам је помешао алегоријске елементе, са реалистичним приказом америчког живота. Дела Кућа Сема Егоа (енг. Sam Ego`s house) и Покољ невиних (енг. The slaughter of the innocents), објављена 1949. и 1958. године постављају морална питања која већ дуго муче самог писца. У тим делима он помиње масовне геноциде над јерменским народом током којих је преко 1 500.000 Јермена побијено. Продуценти су након ових дела одлучили да поново почну да сарађују са Саројаном, који је опет доживео популарност делима као што су Париска комедија (енг. The Paris Comedy, 1960), Лондонска комедија (енг. The London Comedy, 1960) и Исељени са двора (енг. Settled out court, 1969), а ова дела су премијерно извођена у Европи. Сва Вилијамова дела чувају се у Станфорд Универзитету са свим његовим белешкама и важнијим предметима везаним за његов живот. Вилијам је почео да се одаје алкохолу и да се коцка. Од 1958. године углавном је живео у Паризу, где је поседовао један апартман. Запоставио је писање и рад у позоришту и филму. Умро је од канцера, 18. маја 1981. године у граду у коме је и рођен. Његово тело је кремирано, те је пола пепела просуто на тлу Калифорније, а остатак у Јерменији, у Пантеон парку у Јеревану.

## Наслеђе
У Саројановом родном граду Фресно, у част великом писцу подигнута је велика статуа. Израдио ју је локални уметник и Саројанов лични пријатељ, Вараз Самјуелиан (енг. Varaz Samuelian). Статуа представља око четири стопе набацаних књига на којима стоји велика скулптура која представља Саројанову главу. Статуа се налази у Мерипоуз Авенији у предграђу Фресна. Поред ове, Саројану су одане још многе почасти. У заједничком пројекту САД и Совјетског Савеза, издате су поштанске маркице које се састоје из два дела: прва маркица је на енглеском, а друга на руском језику. Била је у употреби у обема државама.

## Дела
| Дело                                                              | Година | Оригинални назив                                          | Врста дела       |
| Неустрашиви младић на летећем трапезу                             | 1934.  | The Daring Young Man On The Flying Trapeze                | збирка прича     |
| Ти који их пишу и ти који их сакупљају                            | 1934.  | Those who write them and those who collected them         | збирка прича     |
| Удисати и издисати                                                | 1936.  | Inhale and Exhale                                         | роман            |
| Три пута три                                                      | 1936.  | Three times three                                         | збирка прича     |
| Весељак и бујица сете                                             | 1937.  | A gay and melancholy flux                                 | збирка прича     |
| Мала деца                                                         | 1937.  | Little children                                           | роман            |
| Рођени Американац                                                 | 1938.  | A native American                                         | роман            |
| Љубав- овај мој шешир                                             | 1938.  | Love- here`s my hat                                       | роман            |
| Невоља са тигровима                                               | 1938.  | The Trouble With Tigers                                   | роман            |
| Лето прелепог белог коња                                          | 1938.  | The Summer of the Beautiful White Horse                   | роман            |
| Време твог живота                                                 | 1939.  | The Time of Your Life                                     | драма            |
| Слатка стара љубавна песма                                        | 1939.  | Love`s old sweet song                                     | песма            |
| Харлем виђен Хиршфилдовим очима                                   | 1939.  | Harlem as seen by Hirschfield                             | прича            |
| Моје срце у планинама                                             | 1939.  | Sydämeni on kukkuloilla                                   | прича            |
| Божић                                                             | 1939.  | Christmas                                                 | прича            |
| Мир- то тако дивно звучи                                          | 1939.  | Peace- it`s wonderful                                     | прича            |
| Елмер и Лили                                                      | 1939.  | Elmer and Lily                                            | драма            |
| Три фрагмента и једна прича                                       | 1939.  | Three fragments and a story                               | прича            |
| Зовем се Арам                                                     | 1940.  | Nimeni on Aram                                            | збирка прича     |
| Време твог живота                                                 | 1940.  | Tämä elämäsi aika                                         | сценарио за филм |
| Највећи херој на свету                                            | 1940.  | Hero of the world                                         | драма            |
| Пинг-понг циркус                                                  | 1940.  | The ping pong circus                                      | драма            |
| Специјално обавештење                                             | 1940.  | A special announcement                                    | драма            |
| Слатка стара љубавна песма                                        | 1940.  | Love`s old sweet song                                     | драма            |
| Подземни циркус                                                   | 1940.  | Subway circus                                             | драма            |
| Хеј, ви тамо!                                                     | 1941.  | Hello-out there!                                          | драма            |
| Саројанова прича                                                  | 1941.  | Saroyans fables                                           | прича            |
| Три драме                                                         | 1941.  | Three plays                                               | роман            |
| Осигурање за Салесмана                                            | 1941.  | The insurance Salesman                                    | прича            |
| Руси у Сан-Франциску                                              | 1941.  | Russians in San Francisco                                 | прича            |
| Прелепи људи                                                      | 1941.  | The Beautiful People                                      | драма            |
| Људи са светлом                                                   | 1941.  | The people with light                                     | драма            |
| Преко позорнице до сутра ујутру                                   | 1941.  | Across the Board on Tomorrow Morning                      | драма            |
| Засенити ругања                                                   | 1942.  | Razzle Dazzle                                             | прича            |
| Причати с тобом                                                   | 1942.  | Talking to You                                            | драма            |
| Лош човек на западу                                               | 1942.  | Bad Men in the West                                       | драма            |
| Доћи кроз раж                                                     | 1942.  | Coming throught the rye                                   | драма            |
| Поетична ситуација у Америци                                      | 1942.  | The poetic situation in America                           | драма            |
| Људска комедија                                                   | 1943.  | Ihmisä elämän näyttämöllä                                 | сценарио за филм |
| Држи се подаље од старог човека                                   | 1943.  | Get away, old man                                         | прича            |
| Драга бебо                                                        | 1944.  | Dear baby                                                 | прича            |
| Држи се подаље од старог човека                                   | 1944.  | Get away, old man                                         | драма            |
| Гладни људи                                                       | 1945.  | Hungerers                                                 | драма            |
| Авантуре Веслија Џексона                                          | 1946.  | The adventures of Wesley Jackson                          | роман            |
| Џим Денди                                                         | 1947.  | Jim Dandy                                                 | драма            |
| Не иди далеко од лудила                                           | 1947.  | Don't Go Away Mad                                         | драма            |
| Специјално од Саројана                                            | 1948.  | The Saroyan special                                       | роман            |
| Фискалне скитнице                                                 | 1949.  | The fiscal hoboes                                         | роман            |
| Скромно рођење                                                    | 1949.  | А decent birth                                            | прича            |
| Кућа Сема Егоа                                                    | 1949.  | Sam Ego‘s house                                           | драма            |
| Кућа Сема Егоа                                                    | 1949.  | Sam Ego‘s house                                           | роман            |
| Асирци                                                            | 1950.  | The Assyrians                                             | прича            |
| Двоструке авантуре                                                | 1950.  | Twin adventures                                           | збирка прича     |
| Син                                                               | 1950.  | The son                                                   | драма            |
| Опера, опера!                                                     | 1950.  | Opera, opera!                                             | драма            |
| Рок Веграм                                                        | 1951.  | Rock Wagram                                               | роман            |
| Трејсијев тигар                                                   | 1951.  | Tracy‘s tiger                                             | роман            |
| Бициклиста са Беверли Хилса                                       | 1952.  | The bicycle rider in Beverly Hills                        | роман            |
| Покољ невиних                                                     | 1952.  | The Slaughter of the Innocents                            | роман            |
| Шаљиво значење                                                    | 1953.  | The laughing matter                                       | драма            |
| Украдена тајна                                                    | 1954.  | The Stolen Secret                                         | драма            |
| Љубав                                                             | 1955.  | Love                                                      | роман            |
| Мама, волим те или Лоптица-скочица                                | 1956.  | Mama, I love you; The bouncing ball                       | роман            |
| Цело путовање                                                     | 1956.  | The whole voyald                                          | збирка прича     |
| Тата, ти си луд!                                                  | 1957.  | Papa, you‘re crazy                                        | роман            |
| Да ли сте икада били заљубљени у патуљка?                         | 1957.  | Ever been in love with a midget                           | драма            |
| Становници јаме                                                   | 1958.  | The Cave Dwellers                                         | роман            |
| Покољ невиних                                                     | 1958.  | The Slaughter of the Innocents                            | драма            |
| Несрећа                                                           | 1958.  | The accident                                              | драма            |
| Читалац Вилијема Саројана                                         | 1958.  | The William Saroyan reader                                | прича            |
| Мачка, миш, човек, жена                                           | 1958.  | Cat, mouse, man, woman                                    | драма            |
| Једном око брвна                                                  | 1959.  | Once arund the block                                      | драма            |
| Лилина тајна                                                      | 1959.  | Once arund the block                                      | драма            |
| Вешање око Вабаша                                                 | 1960.  | The secret of Lily                                        | драма            |
| Насукани у дворишту                                               | 1960.  | Settled out of a court                                    | драма            |
| Сем- највећи скакач од свих                                       | 1961.  | Sam, the highest jumper of them all                       | драма            |
| Иди ми, дођи ми. Знаш ко!                                         | 1961.  | Here comes, there goes, you know who!                     | драма            |
| Гастон                                                            | 1962.  | Gaston                                                    | роман            |
| Белешка на врху Хилари                                            | 1962.  | A note on Hilaire hiler                                   | прича            |
| О, човече!                                                        | 1962.  | Ah, man!                                                  | драма            |
| Не умрети                                                         | 1963.  | Not dying                                                 | прича            |
| Ја                                                                | 1963.  | Ме                                                        | прича            |
| Дечаци и девојчице заједно                                        | 1963.  | Boys and girls together                                   | прича            |
| Истрајност- верујем у њу                                          | 1963.  | Patient, this I believe                                   | драма            |
| Сценариста и публика                                              | 1963.  | The playwright and the public                             | драма            |
| Једног дана у поподне                                             | 1964.  | One Day in the Afternoon                                  | роман            |
| После тридесет година                                             | 1964.  | After thirty years                                        | прича            |
| Дуга вожња, кратка кола                                           | 1966.  | Short drive, sweet chariot                                | прича            |
| Погледај нас                                                      | 1967.  | Look at us                                                | прича            |
| Зубар и стрпљиви                                                  | 1968.  | Dentist and patient                                       | драма            |
| Хорси Џорси и жаба                                                | 1968.  | Horsey Gorsey and the frog                                | прича            |
| Муж и жена                                                        | 1968.  | Husband and wife                                          | драма            |
| Пси, или Париска комедија                                         | 1969.  | The Dogs, or the Paris Comedy                             | драма            |
| Мислио сам да ћу живети вечно, али сада нисам толико сигуран у то | 1969.  | I used to believe I had forever, but now I‘m not sure     | прича            |
| Прављење новца и 19 других, веома кратких прича                   | 1969.  | Making money and 19 other very short plays                | збирка прича     |
| Дани живота, смрти и бекства на Месец                             | 1970.  | Days of Life and Death and Escape to the Moon             | роман            |
| Нова драма                                                        | 1970.  | The new play                                              | драма            |
| Јермени                                                           | 1971.  | Armenians                                                 | драма            |
| Места где сам проводио време                                      | 1972.  | Places Where I've Done Time                               | роман            |
| Јуриши                                                            | 1974.  | Assassinations                                            | драма            |
| Зуби и мој отац                                                   | 1974.  | The tooth and my father                                   | драма            |
| Синови дођу и оду, мајке остају вечно                             | 1976.  | Sons come and go, mothers hang in forever                 | прича            |
| Познати људи и други пријатељи                                    | 1976.  | Famous faces and other friends                            | прича            |
| Морис Хиршфилд                                                    | 1976.  | Morris Hirschfield                                        | прича            |
| Говори јесењег дрвећа                                             | 1977.  | The ashtree talkers                                       | прича            |
| Промена састанака                                                 | 1978.  | Change meetings                                           | прича            |
| Животописи                                                        | 1979.  | Obituaries                                                | роман            |
| Приче са бечких улица                                             | 1980.  | Tales from the Vienna Streets                             | драма            |
| Рођења                                                            | 1981.  | Births                                                    | драма            |
| Зовем се Саројан                                                  | 1983.° | My name is Saroyan                                        | роман            |
| Јерменска трилогија                                               | 1986.° | An Armenian trilogy                                       | роман            |
| Циркус                                                            | 1986.° | The Circus                                                | прича            |
| Човек са срцем у висинама и друге приче                           | 1986.° | The Man With The Heart in the Highlands and other stories | збирка прича     |
| Лудило у породици                                                 | 1988.° | Madness in the family                                     | роман            |
| Варшавски посетилац                                               | 1991.° | Warsaw visitor                                            | прича            |

- Напомена: дела са знаком ° поред година су постхумно објављена